# Bomarea edulis
Bomarea edulis är en alströmeriaväxtart som först beskrevs av François Richard de Tussac, och fick sitt nu gällande namn av Herb.. Bomarea edulis ingår i släktet Bomarea och familjen alströmeriaväxter. Inga underarter finns listade i Catalogue of Life.

## Bildgalleri

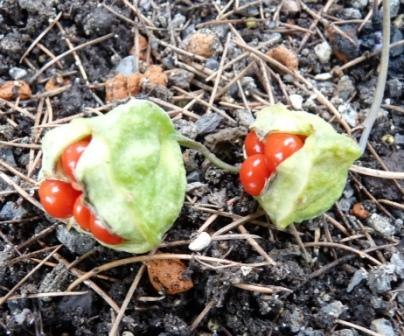